# لفورک
لفورک، روستایی است از توابع بخش شیرگاه شهرستان سوادکوه در استان مازندران ایران.

## جمعیت
این روستا در دهستان لفور قرار دارد و براساس سرشماری مرکز آمار ایران در سال ۱۳۸۵، جمعیت آن ۲۴ نفر (۷خانوار) بوده‌است.